# Кристина Маслах
Кристина Маслах е преподавател по психология в Университета в Бъркли, Калифорния, САЩ. Провежда множество изследвания в областта на социалната психология и психологията на здравето. Популярност придобива като един от пионерите в изследванията на професионалния бърн-аут и като автор на Бърн-аут теста на Маслах (Maslach Burnout Inventory, MBI) – най-използваният инструмент в областта си.
През 1997 година Маслах получава наградата „Университетски преподавател на годината“ на Карнегиевата фондация и Съвета за подпомагане и развитие на образованието (Council for the Advancement and Support of Education, CASE).

## Избрани публикации
- Christina Maslach, Susan E. Jackson, The Maslach Burnout Inventory Manual. Consulting Psychologists Press, Palo Alto, CA, 1986.
- Christina Maslach, Susan E. Jackson, Michael P. Leiter, The Maslach Burnout Inventory Manual. 2nd ed. Consulting Psychologists Press, Palo Alto, CA, 1996.